# Philautus refugii
Philautus refugii é uma espécie de anfíbio da família Rhacophoridae.
Pode ser encontrada nos seguintes países: Malásia e possivelmente Indonésia.
Os seus habitats naturais são: florestas subtropicais ou tropicais húmidas de baixa altitude.